# Rita Nwadike
Rita Nwadike (3 de novembro de 1974) é uma ex-futebolista nigeriana que atuava como meia.

## Carreira
Rita Nwadike integrou o elenco da Seleção Nigeriana de Futebol Feminino, nas Olimpíadas de 2000 e 2004. 